# Art Adams (Comiczeichner)

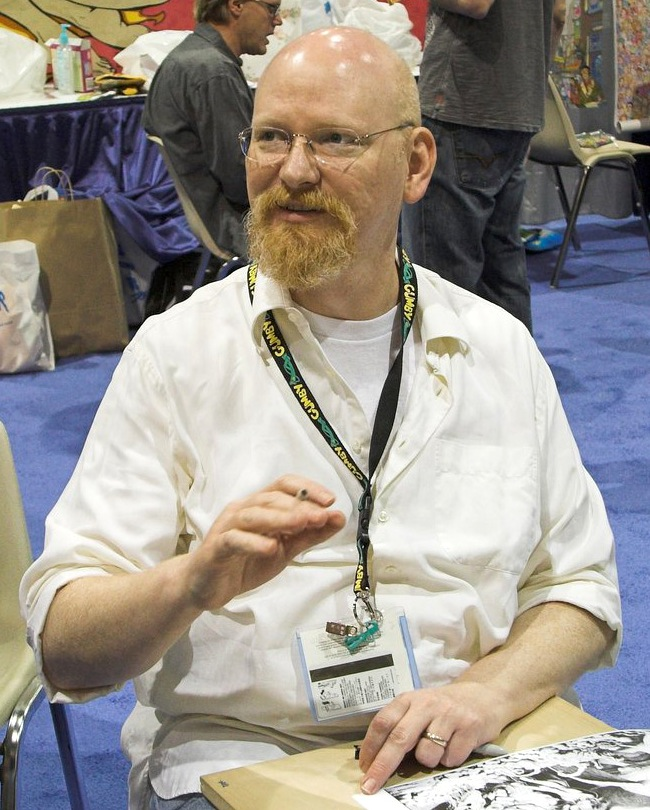
Art Adams bei einer Signierstunde (2006)

Arthur „Art“ Adams (* 1963 in Holyoke, Massachusetts) ist ein US-amerikanischer Comiczeichner.

## Leben und Arbeit
Adams, der sich das Zeichnen überwiegend auf autodidaktischem Wege selbst beibrachte, begann in den 1980er Jahren als hauptberuflicher Comiczeichner zu arbeiten. Aufgrund seines langsamen Arbeitstempos, dass sich aus seiner detailversessenen Arbeitsweise ergibt, ist er dabei nur selten als Zeichner fortlaufender Serien tätig, sondern betreut überwiegend Sonderprojekte wie One Shots, Annuals oder Miniserien, die unter geringerem Zeitdruck produziert werden.
Gemeinsam mit Ann Nocenti arbeitete Adams an der Miniserie Longshot die 1985 bei Marvel Comics erschien. Es folgten kürzere Runs an X-Factor (1989) und Fantastic Four für Marvel, an Gen13 und The Authority für Wildstorm Publishings und Tom Strong’s Terrific Tales (2002–2004).
Zwei Arbeiten in Adams Privatbesitz sind die von Dark Horse Comics in loser Folge herausgegebene Serien Art Adam’s Creature Features und Monkeyman and O’Brien. Dem von ihm und einigen anderen Künstlern ins Leben gerufene Dark Horse Imprint „Legend“, das zur Publikation weiterer eigener Arbeiten gedacht war, war indessen nur eine kurze Lebensdauer beschieden.
Als Cover-Artist hat Adams unter anderem Titelblätter für die Serien Superman, Batman, Incredible Hercules, Justice League of America und Vampirella illustriert.
Abseits seiner Comicarbeit hat Adams auch zeichnerische Designs für verschiedene Magazine, Filme, Spiele, Spielzeugprodukte und kommerzielle Waren wie eine „X-Men-Edition“ der berühmten Campbell-Tomatensuppen-Büchsen entwickelt.